# Socorro (Új-Mexikó)

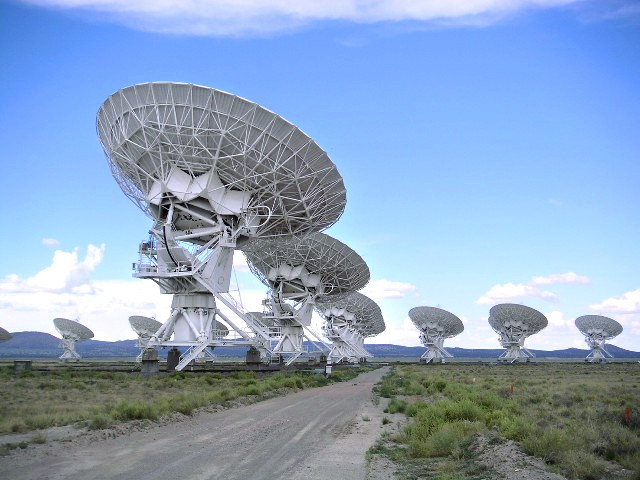
Rádióteleszkópok Socorro közelében

Socorro egy város Socorro megyében az USA Új-Mexikó államában. A Rio Grande völgyben található, 1396 tenger szint feletti magasságban. Az azos nevű megye megyeszékhelye is egyben. Lakosainak száma 8707 fő (2020. április 1.).
Az itt található egyetemről és csillagászati rádióteleszkópjairól ismert.

## Lásd még
- New Mexico Institute of Mining and Technology